# Donji Katun
Donji Katun (cyr. Доњи Катун) – wieś w Serbii, w okręgu rasińskim, w gminie Varvarin. W 2011 roku liczyła 914 mieszkańców.